# Варнек, Константин Александрович
Константи́н Алекса́ндрович Ва́рнек (инициалы: К. В.; 10 [22] октября 1828, Санкт-Петербург, Российская империя — 10 [22] сентября 1882, там же, похоронен на Смоленском православном кладбище) — русский художественный критик, педагог, редактор. Сын живописца Александра Григорьевича Варнека.

## Биография
Учился во 2-й Петербургской гимназии, в 1851 году окончил камерное отделение юридического факультета Императорского Санкт-Петербургского университета. Работал преподавателем русского языка в училище Вольного экономического общества и Павловском институте.
В 1859 году предпринял двухлетнюю поездку в Европу для изучения художественных музеев; по возвращении в Россию посвятил себя литературной деятельности, преимущественно в области художественной критики. Сотрудничал в разных периодических изданиях; был редактором журнала «Русский ремесленник». Участвовал в составлении «Настольного словаря» Ф. Г. Толя.

## Избранные публикации
- «Ход нашего умственного развития в последние годы» («Библиотека для Чтения», 1862, № 5),
- «Иностранцы-цивилизаторы» (ib., 1863, №№ 3 и 4),
- статьи о профессоре бароне Клодте («Северное Сияние», 1863, т. II и 1864 г., т. III).